# هوا مورک (آریزونا)
هوا مورک (به انگلیسی: Hoa Murk) یک منطقهٔ مسکونی در ایالات متحده آمریکا است که در آریزونا واقع شده‌است. هوا مورک ۵۹۷ متر بالاتر از سطح دریا واقع شده‌است.